# Gajówka (Rudziczka)
Gajówka (niem. Försterei) – część wsi Rudziczka w Polsce położona w województwie opolskim, w powiecie prudnickim, w gminie Prudnik. Historycznie leży na Górnym Śląsku, na ziemi prudnickiej. Przepływa przez nią potok Meszna.
W latach 1975–1998 część wsi należała administracyjnie do ówczesnego województwa opolskiego.
W opracowanej w 1971 przez Powiatowy Inspektorat Statystyczny w Prudniku Statystycznej charakterystyce miejscowości w gromadach powiatu prudnickiego, miejscowość została wymieniona pod nazwami Rudziczka i Gajówka. Do 1 stycznia 2006 miejscowość nosiła nazwę Rudziczka i była gajówką. Zgodnie z rozporządzeniem z 27 grudnia 2005, 1 stycznia 2006 miejscowość otrzymała nazwę Gajówka i stała się częścią wsi Rudziczka.